# M73 (кулемет)
M73 і M219 — танкові кулемети калібру 7,62×51 мм НАТО, що застосовувалися на танках сімейства M48, M60, легкому авиадесантному плаваючому танку M551 Sheridan, а також на бойовий інженерної машині M728. Розроблений інженерами Рок-Айлендського арсеналу. Застосовувався, в основному, в якості пристрілочного кулемета для танкової гармати, але міг використовуватися і самостійно, при встановленні на інших зразках бронетехніки.

## Історія розробки та будова
M73 розроблявся фахівцями Рок-Айлендського арсеналу в якості спареного танкового кулемета, який повинен був замінити модифікації застарілого Браунінга M1919, які були встановлені на бронетехніку (M1919A4E1, M1919A5 і M37).
Перша версія «Machine Gun, 7.62-ММ, M73» була прийнята на озброєння в 1959 році. У порівнянні з M1919, є більш технологічною у виробництві. Він мав повітряне охолодження, механіку віддачі стволу, але крім того використовувала порохові гази для прискорення віддачі. Хоча кулемет був альтернативною версією серії M1919, важив він майже стільки ж. Кулемет мав швидкоз'ємний ствол, стрічкове живлення та можливість встановлення стрічки як ліворуч так і праворуч (хоча загалом використовувалася лівостороння подача).
У спробі зробити кулемет M73 корисним для піхоти було встановлено приціл та пістолетне руків'я. Кулемет отримав назву 7.62-MM, M73C. Через невелику популярність було випущено невелику партію. Джерела стверджують, що кулемети деякий час використовували у В'єтнамі.
M73 страждав багатьма несправностями та був схильний до заклинювання. У 1970 році було розроблено покращену версію M73E1 зі спрощенною системою викидання гільз, яка отримала назву кулемет, 7.62-MM, M73A1. У 1972 було визнано, що ця зброя сильно відрізняється від попередника та отримав назву кулемет, 7.62-MM, M219. Зрештою цю зброю замінили кулемети M60E2 та M240, а техніка з зі зброєю серії M73 отримала ці кулемети.

## Модифікації

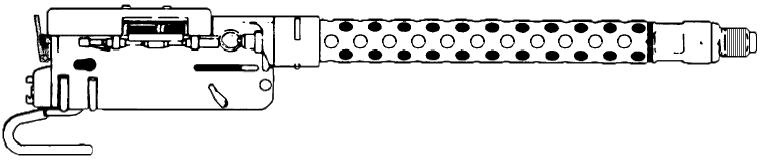
Модель M73A1/M219

- M73C — модель, оснащена відкритими прицільними пристосуваннями і пістолетним руків'ям, яка могла використовуватися в якості піхотного кулемета на станку-тринозі XM132. Випущена в незначній кількості.
- M73E1 — модифікація 1970 року, прийнята на озброєння під найменуванням M73A1.
- M219 — кулемети M73A1 випуску після 1972 року, зі зміненою конфігурацією затвора.

## См. також
- М60
- M240